# Liste der Landesregierungen Salzburgs

Wappen des Landes Salzburg

Die Liste der Landesregierungen Salzburgs listet alle Landesregierungen des österreichischen Bundeslandes Salzburg auf. Die erste wurde nach der Monarchie im Jahr 1918 gebildet. Sie konstituierte sich am 7. November 1918 die provisorische Salzburger Landesversammlung und wählte drei gleichberechtigte Präsidenten, Alois Winkler (CSP), Max Ott (Salzburger Bürgerklub, später GDVP) und Robert Preußler (SDAP).
Erster Landeshauptmann der Ersten Republik war Alois Winkler, dieser wurde am 23. April 1919 vom konservativen Politiker Oskar Meyer von der damaligen CSP abgelöst. Längstdienende Landeshauptmänner waren Franz Rehrl (CSP), der dieses Amt von 1922 bis 1938 innehatte und Hans Lechner (ÖVP) von der Wahl der Landesregierung am 17. April 1961 bis zum Rücktritt Lechners als Landeshauptmann am 20. April 1977.

## Landesregierungen
Erste Republik
- Landesregierung Winkler (1918–1919)
- Landesregierung Meyer (1919–1922)
- Landesregierung Rehrl I (1922–1927)
- Landesregierung Rehrl II (1927–1932)
- Landesregierung Rehrl III (1932–1934)
- Landesregierung Rehrl IV (1934–1938)

Drittes Reich
- Landesregierung Wintersteiger

Zweite Republik
- Landesregierung Schemel (1945)
- Landesregierung Hochleitner (1945–1947)
- Landesregierung Josef Rehrl (1947–1949)
- Landesregierung Klaus I (1949–1954)
- Landesregierung Klaus II (1954–1959)
- Landesregierung Klaus III (1959–1961)
- Landesregierung Lechner I (1961–1964)
- Landesregierung Lechner II (1964–1969)
- Landesregierung Lechner III (1969–1974)
- Landesregierung Lechner IV (1974–1977)
- Landesregierung Haslauer I (1977–1979)
- Landesregierung Haslauer II (1979–1984)
- Landesregierung Haslauer III (1984–1989)
- Landesregierung Katschthaler I (1989–1994)
- Landesregierung Katschthaler II (1994–1996)
- Landesregierung Schausberger I (1996–1999)
- Landesregierung Schausberger II (1999–2004)
- Landesregierung Burgstaller I (2004–2009)
- Landesregierung Burgstaller II (2009–2013)
- Landesregierung Haslauer jun. I (2013–2018)
- Landesregierung Haslauer jun. II (2018–2023)
- Landesregierung Haslauer jun. III (2023–2025)
- Landesregierung Edtstadler (2025–)